# Fausto Dionisi
Fausto Dionisi (Acquapendente, 6 ottobre 1954 – Firenze, 20 gennaio 1978) è stato un poliziotto italiano,  ucciso durante un fallito tentativo di alcuni militanti di Prima Linea, che volevano far evadere alcuni detenuti dal carcere delle Murate.
Dall'intervento di una pattuglia della Polizia di Stato scaturì un conflitto a fuoco che scongiurò l'evasione. Uno dei poliziotti, l'agente Fausto Dionisi venne ferito a morte dai colpi esplosi dai malviventi. L'agente Dario Atzeni, anch'esso colpito da quattro proiettili all'altezza dell'inguine, venne salvato dopo un intervento chirurgico. Il terzo membro della pattuglia, illeso, rispose al fuoco dei terroristi, che riuscirono, scappando, a coprirsi con il lancio di una bomba a mano.
Dionisi, sposato e con una figlia di due anni e mezzo, fu insignito della Medaglia d'oro al valore civile.

## Le condanne

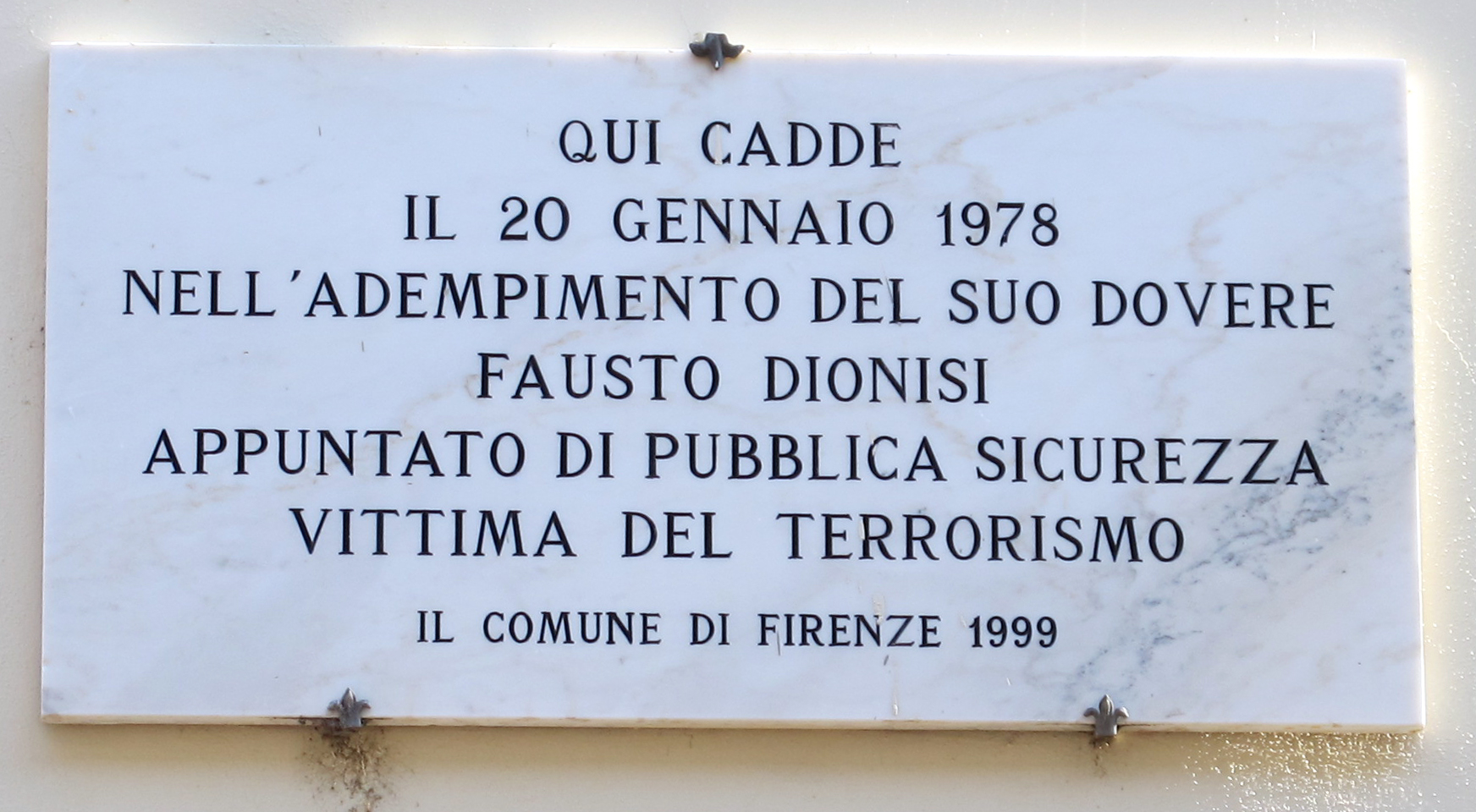
La targa a Firenze, in via delle Casine

Gli assassini che parteciparono al suo omicidio vennero catturati e condannati a 30 anni di reclusione (poi ridotti a 25 in appello), ma ne scontarono in carcere 12.
Nel 2000 fu avviata la pratica di riabilitazione per alcuni di essi presso il tribunale di Roma. Nonostante il parere contrario della famiglia della vittima, il tribunale cancellò le pene accessorie ai condannati, consentendone l'eleggibilità a cariche pubbliche.
Uno dei condannati per l'omicidio, con l'imputazione di concorso morale (prevista dalla legislazione del tempo per chi era - o era ritenuto essere - a conoscenza di reati di terrorismo o ne aveva partecipato all'organizzazione) in quanto non prese parte materialmente all'operazione né era a conoscenza del fatto che sarebbe stato perpetrato un omicidio, Sergio D'Elia, è stato eletto nel 2006 deputato nelle liste della Rosa nel Pugno.